# Censura militare israeliana

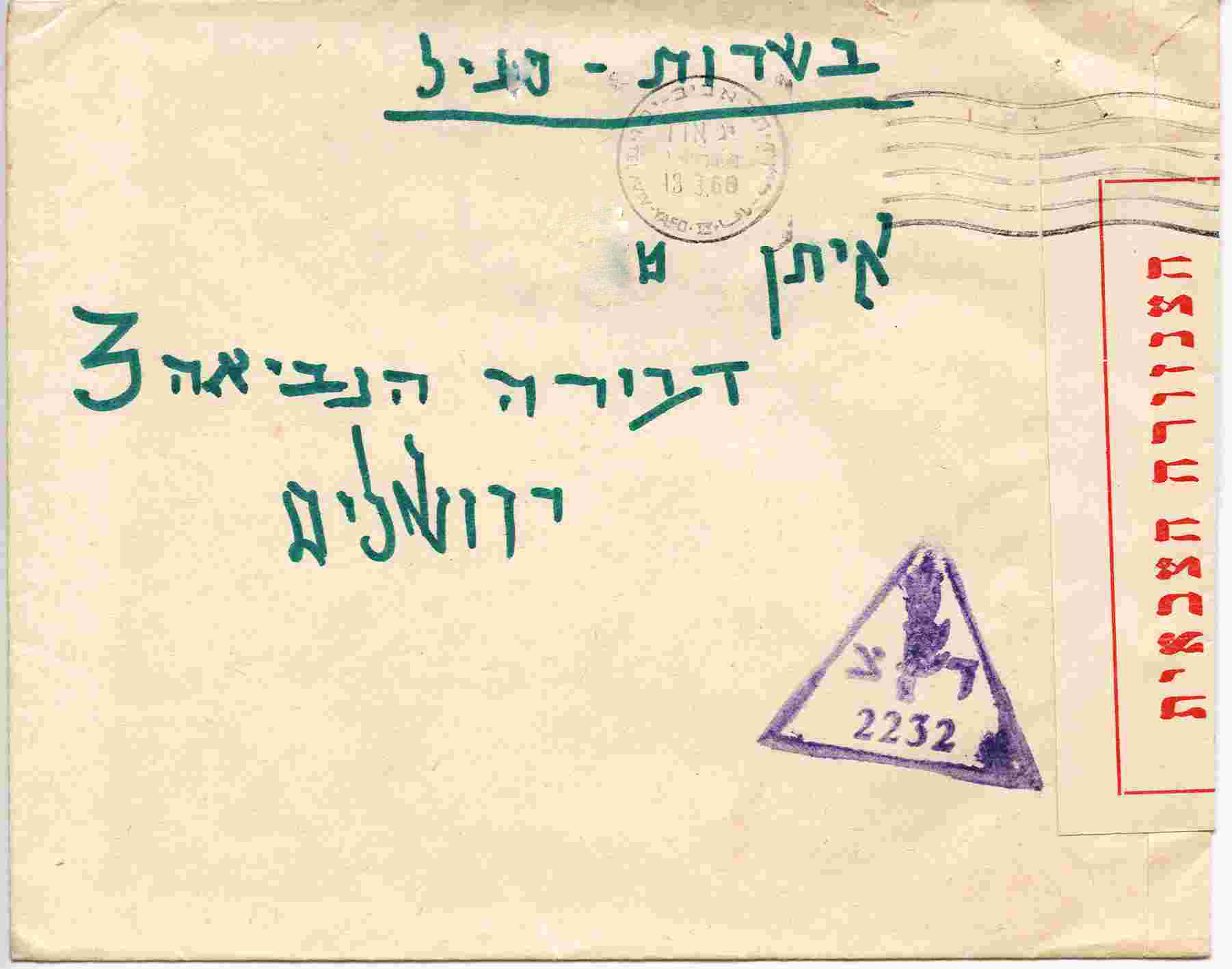
Lettera di un soldato israeliano censurata nel 1968. Il timbro triangolare raffigura il logo delle Forze di Difesa Israeliane (una spada avvolta in un ramo d'ulivo) e indica l'identificazione postale dell'unità militare del mittente. La scritta rossa sull'adesivo a destra indica che la lettera è stata ispezionata dalla censura militare israeliana.

La censura militare israeliana (in ebraico הצנזורה הצבאית‎?) è un'unità del Direttorato dell'intelligence militare dell'IDF ed è incaricata di svolgere censura preventiva all'interno dello Stato di Israele in merito alla pubblicazione di informazioni che potrebbero compromettere la sicurezza di Israele. L'organismo è guidato da un funzionario militare nominato direttamente dal Ministro della Difesa israeliano, a cui viene conferita l'autorità di sopprimere le informazioni che ritiene compromettenti se pubblicate dai media. In Israele ogni anno vengono censurati in media 2240 articoli della stampa di cui circa 240 integralmente e circa 2000 parzialmente.

## Accordo di censura
Nel 1966, i rappresentanti dei mezzi di comunicazione e dell'IDF hanno sottoscritto l'accordo di Censura. I media accettarono di attenersi agli ordini della Censura Militare, mentre l'IDF accettò di non abusare del proprio ruolo:
- Lo scopo della censura è impedire la pubblicazione di informazioni di sicurezza che potrebbero avvantaggiare il nemico o danneggiare lo Stato.
- Non vi sarà alcuna censura su questioni politiche, su espressioni di opinioni o valutazioni, a meno che non alludano a informazioni riservate.
- La censura militare informerà i media sulle questioni che richiedono la sua approvazione. L'elenco è soggetto a modifiche, ma include sempre due questioni di primaria importanza: la sicurezza dello Stato e l'immigrazione di ebrei da nazioni ostili a Israele.

## Controllo parlamentare e giudiziario
Negli anni '90, la Commissione Affari Esteri e Difesa della Knesset nominò una sottocommissione, presieduta da Yossi Sarid, per esaminare le funzioni e il ruolo della Censura Militare. La sottocommissione raccomandò di mantenere in vigore l'Accordo di Censura, ma di modificarlo nei seguenti punti:
- estendere i termini dell'accordo a tutti i media in Israele, non solo a quelli con rappresentanti nel comitato editoriale;
- un semplice ricorso contro una decisione del "Comitato di censura" non sarà esaminato dal Capo di Gabinetto del governo, ma da un giudice della Corte Suprema o da un giudice in pensione con funzione di arbitro ai sensi della legge sull'arbitrato;
- i termini dell'accordo di censura saranno applicati anche ai giornalisti stranieri che lavorano in Israele;
- un giornale sarà autorizzato a citare qualsiasi cosa pubblicata su un altro giornale, a meno che la censura militare non decida che il materiale rappresenta un "pericolo imminente e immediato" nello spirito dei termini stabiliti dalla Corte Suprema;
- alla censura militare e al ministro dell'Interno è vietato chiudere un giornale che non faccia parte dell'accordo senza concedere la possibilità di presentare ricorso contro la decisione in tribunale.[4]

L'ex presidente della Corte Suprema, Aharon Barak, ha stabilito che in caso di conflitto diretto, il diritto alla vita prevale sul diritto di espressione: proprio per la natura esistenziale delle questioni di sicurezza, è importante che l'opinione pubblica sia consapevole della molteplicità dei problemi, in modo da poter giungere a decisioni sagge sui problemi fondamentali che la affliggono. Proprio per le ripercussioni che le decisioni di sicurezza hanno sulla vita della nazione, è opportuno aprire la porta a un aperto scambio di opinioni sulle questioni di sicurezza.
Nel marzo 2005, divenne pubblico che la Commissione Winograd nominata dal Ministero della Difesa per la revisione dell'autorità della censura militare (presieduta dall'ex giudice Eliyahu Winograd ), i cui membri furono selezionati dall'allora capo censore Colonnello Miri Regev, avrebbe raccomandato di espandere l'autorità della censura militare, proponendo una legislazione per abrogare la sentenza della Corte Suprema del 1989, che limitava la portata della sua autorità sulla legittima informazione. Da allora, l'opposizione alla mossa (iniziata dal membro della commissione, il professor Asa Kasher) è stata espressa dalla professoressa Gabriela Shalev, un altro membro della commissione.

## Capo Censore

Il logo dell'unità

L'unità è comandata dal Capo Censore, un ufficiale nominato direttamente dal Ministro della Difesa. Si tratta di una posizione completamente indipendente all'interno delle IDF, che non è subordinata né al Ministro della Difesa, né al Capo di Stato Maggiore, al Direttore di Aman, né a nessun altro nella catena di comando o a livello politico, ed è soggetta solo alla supervisione parlamentare e giudiziaria. Ad aprile 2025, il Capo Censore era il Colonnello Netanel Kula.

## Casi significativi
- 1954 – Affare Lavon . Censura aggirata tramite l'uso di parole in codice.
- 1977 – Le memorie di Rabin . Il resoconto di Yitzak Rabin sulle istruzioni impartite da David Ben-Gurion nel 1948 per espellere le popolazioni arabe di Ramla e Lidda è stato rimosso dall'edizione inglese.
- 1982 – Attacco al quartier generale di Tiro .
- 1984 – Incidente del bus 300 o caso del Kav 300. Foto pubblicata sul New York Times .
- 1986 – Processo a Mordechai Vanunu .
- 1988 – Assassinio di Abu Jihad . Due giornalisti americani vengono privati dell'accreditamento da giornalisti per non aver condiviso preventivamente i propri articoli per richiedere l'autorizzazione del censore.
- 1997 – Tentativo di assassinio di Khalid Mashal.[8]
- 2002 – Operazione Scudo Difensivo . 2 aprile: le reti televisive CNN e NBC sono state minacciate di azioni legali per aver trasmesso immagini da Ramallah .
- 2008–2009 – Guerra di Gaza .
- 2014 – 2014 Conflitto Israele - Striscia di Gaza [9][10]
- 2021 – Dopo che Haaretz aveva rivelato che il popolare canale di notizie Abu Ali Express era gestito da Gilad Cohen, e che era un dipendente delle Forze di difesa israeliane nel campo degli strumenti di guerra psicologica, la censura militare israeliana ha proibito alla stampa di pubblicare il nome di Cohen.[11]
- 2022 – Dopo oltre due decenni di utilizzo della guerra con i droni da parte delle Forze di Difesa Israeliane, nel luglio 2022 è stato finalmente revocato un ordine di censura permanente che impediva alla stampa israeliana di raccontare l'uso dei droni militari israeliani.[12]
- 2023 – Presente – Guerra Israele - Hamas - Striscia di Gaza .[13]